# Blairville
Blairville település Franciaországban, Pas-de-Calais megyében. Lakosainak száma 306 fő (2022. január 1.). Blairville Wailly, Ransart, Rivière, Adinfer, Ficheux és Hendecourt-lès-Ransart községekkel határos.

## Népesség
A település népességének változása:
| Lakosok száma | 298  | 307  | 315  | 314  | 307  | 307  | 307  | 306  | 306  |
|               | 2013 | 2015 | 2016 | 2017 | 2018 | 2019 | 2020 | 2021 | 2022 |